# 久保さち子
久保 さち子（くぼ さちこ、1973年〈昭和48年〉2月19日 - ）は、元岡山放送 (OHK) のアナウンサー、記者。

## 来歴
北海道出身。北海道室蘭栄高等学校、立命館大学経営学部卒業。
大学を卒業後、1996年に岡山放送に入社。
2011年3月から四国支社（香川県高松市）の報道部に所属していたが、2014年7月1日付で岡山本社のアナウンス部に復帰する。
2020年にアナウンサー職を離れた。2021年には勤続25年を迎えた。
Re:SETOのディレクターを行っていた。
2022年5月末をもって通算26年間在籍した岡山放送を退社。

## 人物

### 嗜好
味噌ラーメン、おにぎり、煎餅、きりたんぽ、おコメ焼き、日本酒。

### エピソード
就職活動は、連日のように全国の放送局を受験していた。
北海道出身で岡山のことを何も知らなかった。職場の先輩から岡山弁で声をかけられるが理解できず、質問して更に怒られるということがあり必死で岡山弁を習った。
公共交通機関が大好きで、ペーパードライバー歴は10年以上。移動手段は徒歩、自転車、公共交通機関に限られるという。

## 担当番組
- めざましテレビ - 全国中継リポーター 岡山・香川担当（1997年4月 - 2001年3月）
- OHKスーパーニュース
  - 木・金曜担当（2004年4月1日 - 2006年3月31日）
  - 全曜日担当（2006年4月3日 - 2007年1月5日）
  - 水 - 金曜担当（2007年1月10日 - 2009年3月27日）
- FNNスピーク ローカルパート
- 温★時間 → 温たいむ
- スーパーニュースSPA
- ニュースチャージ
- OHKサンデースピーク
- サン讃かがわ → サン讃かがわPLUS
- FNN みんなのニュース Weekend ローカルパート
- FNNスピークWeekend ローカルパート
- ミルンへカモン! なんしょん? - 不定期リポーター（2016年7月 - 2019年9月）